# Oxwick
Oxwick – osada w Anglii, w hrabstwie Norfolk. Leży 36 km na północny zachód od Norwich i 157 km na północny wschód od Londynu.